# Émile Goutière-Vernolle
Émile Goutière-Vernolle (1855-1927) est un journaliste régionaliste, critique d'art, avocat et membre fondateur de l'École de Nancy.

## Biographie  sommaire
Étudiant en Droit à l'Université de Nancy, il fonde en 1877 une association destinée à offrir aux ouvriers de la lecture et des conférences (Union des étudiants de Nancy puis Cercle des étudiants).
En 1879, il profite des cérémonies de l'inauguration d'une statue de Thiers sur le parvis de la gare de Nancy pour inviter Ferdinand de Lesseps, Eugène Pelletan et Emmanuel Arago à conférer devant les représentants étudiants de l'École normale supérieure, de l'École polytechnique, de l'École centrale et des universités de Besançon, Bordeaux, Caen, Grenoble, Montpellier, Tours, Paris (faculté de droit).
À sa sortie de l'université, il travaille chez un notaire, devient agent d'assurance et collabore aux journaux nancéiens Le Progrès de l'Est, Nancy-Artiste, Le Courrier de Meurthe et Moselle. Dans le même temps, il fédère les intellectuels et les artistes de sa génération dans un cercle informel : « les Craffougnots » (contraction de Craffe : une porte historique de Nancy, et de Crafougner : travailler dans l'ombre), se réunissant au café « la Rotonde » à Nancy. Ce cercle qui réunissait Roger Marx (critique d'art), René Wiener (relieur et libraire), Stanislas de Guaita (écrivain), Maurice Barrès (écrivain et homme politique), Émile Gallé (verrier et industriel), Émile Hinzelin (écrivain), Camille Martin (peintre), Gaston Save (peintre), Victor Prouvé (peintre), Léon Goulette (futur fondateur de L'Est républicain), Charles Keller (industriel et poète) puis Guy Ropartz (compositeur), Henri Fescourt (futur cinéaste) etc., perdurera jusqu'à l'affaire Dreyfus.
En 1886, il est nommé rédacteur en chef de la revue Nancy-Artiste, qui devient Lorraine-Artiste en 1888. La revue accueille la nouvelle littérature comme les arts nouveaux.
Le 19 décembre 1888 avec MM. Sordoillet (journaliste), Rémond (médecin à Paris), Clérin (négociant à Nancy), il achète le journal Le Progrès de l'Est, auquel il collaborera comme rédacteur sans abandonner ses activités à Lorraine-Artiste.
C'est avec cette dernière revue que Goutière-Vernolle propose, en janvier 1894, d'oublier l'imitation et d'inventer de nouvelles formes. Ainsi, en 1901, Goutière-Vernolle fait partie des fondateurs de l'École de Nancy. La revue cesse d'être publiée en mai 1905.
En 1909, avec le mécénat d'Eugène Corbin, il fonde et devient rédacteur en chef de la revue Art et Industrie, qui continue à propager (jusqu'en 1914) les arts décoratifs.
À Paris, pendant la Première Guerre mondiale, il sera le rédacteur en chef du Bulletin de Meurthe et Moselle, organe de la société d'assistance aux réfugiés et évacués de Meurthe-et-Moselle de 1914 à 1915.
Franc-maçon, il est membre de la loge Saint-Jean de Jérusalem de Nancy ; il est également Supérieur Inconnu dans l'ordre martiniste.

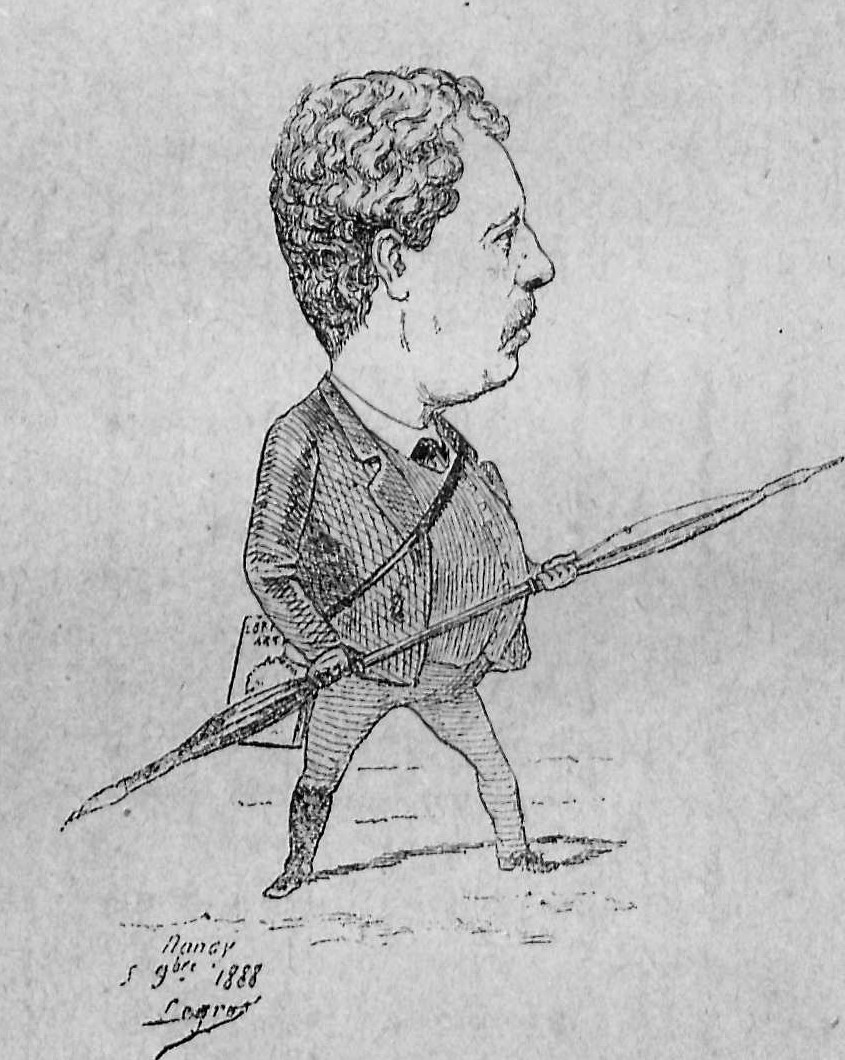
Caricature d'Emile Goutière-Vernolle publiée dans la revue Les Étrennes Nancéiennes, 1889